# Tyrissa
Tyrissa is een geslacht van vlinders van de familie spinneruilen (Erebidae), uit de onderfamilie Calpinae.

## Soorten
- T. carola Schaus, 1906
- T. laurentia Dognin, 1912
- T. multilinea Barnes & McDunnough, 1913
- T. perstrigata Schaus, 1911
- T. polygrapha Hampson, 1926
- T. recurva Walker, 1866